# هانس ریشتر
هانس ریشتر (به آلمانی: Hans Richter) بازیکن فوتبال و مهاجم اهل آلمان شرقی بود که از سال ۱۹۸۲ میلادی عضو تیم ملی فوتبال آلمان شرقی بوده‌است. وی در ۱۵ بازی ملی حضور داشته و در بازی‌های ملی‌اش ۴ گل به ثمر رساند. هانس ریشتر آخرین بازی ملی خود را در سال ۱۹۸۷ میلادی انجام داد.